# ردفرن فروگات
ردفرن فروگات (به انگلیسی: Redfern Froggatt) بازیکن فوتبال زادهٔ ۲۳ اوت ۱۹۲۴ اهل کشور انگلستان که سابقهٔ بازی در تیم ملی فوتبال انگلستان را در کارنامهٔ خود دارد. وی در تاریخ ۱۲ نوامبر ۱۹۵۲ نخستین بازی ملی خود را در مقابل تیم ملی فوتبال ولز انجام داد و با حضور در ۴ بازی ملی، در تاریخ ۸ ژوئن ۱۹۵۳ واپسین بازی ملی‌اش را در برابر تیم ملی فوتبال ایالات متحده آمریکا برگزار کرد.
این بازیکن توانسته در بازی‌های ملی، ۲ گل به ثمر برساند.